# 马尔斯堡-马采尔
马尔斯堡-马采尔是德国巴登-符腾堡州的一个市镇。总面积24.92平方公里，总人口1433人，其中男性724人，女性709人（2011年12月31日），人口密度58人/平方公里。